# John Rosenbröijer
John (Jack) William Rosenbröijer, född 18 januari 1887 i Sjuvalovo i Kejsardömet Ryssland, död 24 juni 1955, var en finländsk militär under första världskriget, finska inbördeskriget och andra världskriget.
Rosenbröijer var son till trafikinspektör Hjalmar Rosenbröijer och Sarah Jane Barritt. Han blev student i Helsingfors 1909, bedrev juridikstudier vid Helsingfors universitet 1912–1914 samt arbetade vid Finlands Banks filialkontor i Vasa 1909–1912 och vid Föreningsbankens huvudkontor i Helsingfors 1913–1914. Rosenbröijer blev volontär vid 27. jägarbataljonen i februari 1915, deltog i ställningskriget vid Riga i juni samma år och sårades under striderna vid Misa 1916. I januari 1917 deltog han i striderna vid Aa. Han bedrev officersstudier i Liepāja 1917–1918, blev löjtnant i februari 1918, återkom till Vasa senare den månaden och blev chef för maskingevärskompaniet vid 1. jägarregementets 2. bataljon den 25 februari. 
Den 22 april 1918 deltog han i striderna vid Kämärä station och deltog under slaget om Viborg mellan den 26 och 29 april. I maj befordrades han till premiärlöjtnant, transporterades till vita gardet i juni och blev chef för maskingevärskompaniet vid Vöråbataljonen. Rosenbröijer blev kapten i maj 1919, transporterades till försvarsministeriet, blev tillförordnad chef för första vapen- och ammunitionsdepoten i oktober, bedrev militärtekniska studier i Danmark mellan juli och november 1920, tjänstgjorde vid andra vapen- och ammunitionsdepoten i Viborg i augusti 1922, blev major i december samma år och utsågs till chef för andra vapen- och ammunitionsdepoten i Viborg i september 1928. Rosenbröijer var sedan 1925 gift med Freja Havo, med vilken han hade två barn. Han var kusin till militären Bertel Rosenbröijer.

## Befordringar
- Löjtnant
- Premiärlöjtnant – 4 maj 1918
- Kapten – 16 maj 1919
- Major – 6 december 1922

## Utmärkelser
- Frihetskorsets orden av fjärde klassen med svärd och rosor – 18 april 1918
- Frihetskorsets orden med svärd och rosor – 1 maj 1918
- Tammerforsmedaljen – 1 april 1919
- Finsk krigsminnesmedalj – 1919